# تطهير عرقي

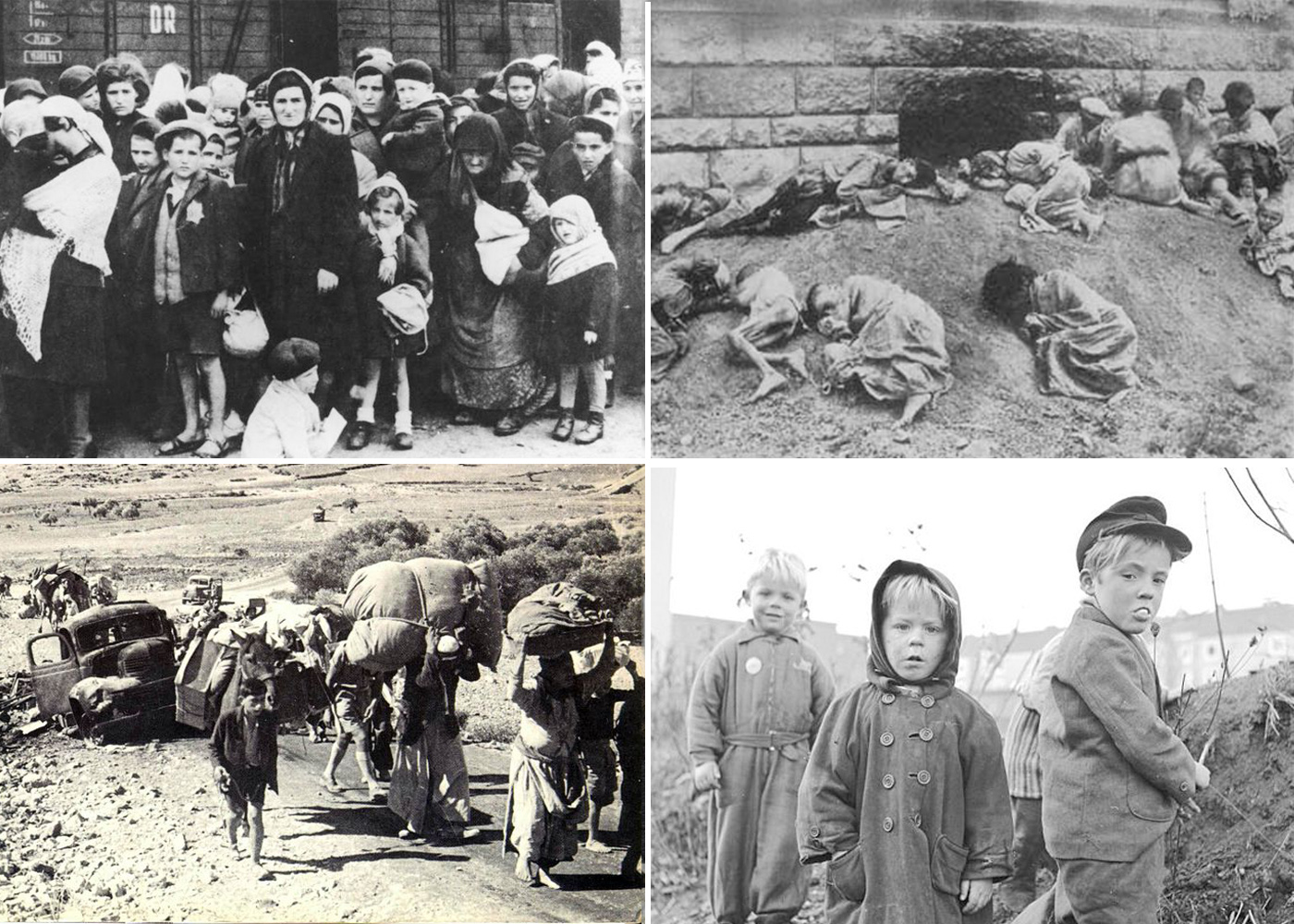

يُعرَّف التطهير العرقي (بالإنجليزية: Ethnic Cleansing)‏ بأنَّه الإزالة الممنهجة القسرية لمجموعات إثنية أو عِرقية من منطقة معينة، وذلك مِن قبل مجموعة عرقية أخرى أقوى منها، غالباً بنيّة جعل المنطقة متجانسة عرقياً، وتتنوع أساليب القوى المُطبقة لتحقيق ذلك، كأشكال التهجير القسري (مثل الترحيل أو إعادة التوطين)، والترهيب، بالإضافة إلى الإبادة الجماعية والاغتصاب الإبادي.
يترافق التطهير العرقي عادة مع جهود مبذولة لإزالة الدلائل المادية والثقافية على وجود المجموعة المستهدَفة، من خلال تدمير منازلها، ومراكزها الاجتماعية، ومزارعها، وبُناها التحتية، وكذلك بتدنيس آثارها، ومقابرها ودور عبادتها.
بدايةً ارتكب جناة الحروب اليوغسلافية التطهير العرقي، ومن ثم استُشهد بهذا المصطلح في السياق المذكور ككناية تُماثل «الحل الأخير» الذي ارتكبته ألمانيا النازيّة، وبحلول تسعينيات القرن العشرين، اكتسب هذا المصطلح قبولاً واسع الانتشار، نظراً لتداوله المتزايد من قِبل الصحافة ووسائل الإعلام بمعناه العام.

## أصل الكلمة
يعود مصطلح «التطهير العرقي» للكلمة اليونانية السالفة (ανδραποδισμός أو andrapodismos)، والتي تعني حرفياً «الاستعباد» واستُخدمت في النصوص القديمة لوصف الأعمال الوحشية التي ترافقت مع غزو الإسكندر الأكبر لطيبة عام 335 قبل الميلاد، ويمكن العثور على تنوعات مناطقية لهذا المصطلح في بدايات القرن العشرين لدى كل من التشيكيين (أسموه: očista)، والبولنديين (oczyszczanie)، والفرنسيين (épuration)، والألمان (Säuberung).
وتضمّن تقرير لمؤسسة كارنيغي للسلام الدولي عام 1913، أُدينت فيه أفعال جميع المشاركين في حروب البلقان، مصطلحات جديدة متنوعة لوصف الأعمال الوحشية المُرتكبة بحق المجموعات العرقية.
وأثناء الحرب العالمية الثانية، استخدمت الحركة الثورية الكرواتية (الأوستاشا) الكناية (čišćenje terena)، أي «تطهير الأرض»، لوصف الممارسات العسكرية التي قُتل فيها الأفراد غير الكرواتيين عمداً أو اجتثّوا من منازلهم، وكان فيكتور غوتيتش، وهو قيادي بارز في الأوستاشا، أحد أوائل الكرواتينين الوطنيين الذين سُجّل استخدامهم لهذ المصطلح كناية عن ارتكاب الأعمال الوحشية بحق الصربيين.
بعد ذلك استُخدم مصطلح التطهير العرقي في المذكرات الداخلية لجماعة التشيتنيك الصربية، للدلالة على أعداد المجازر الثأرية التي ارتكبتها بحق البوسنيين والكرواتيين بين عامي 1941 و1945.
بينما استُخدم المصطلح الروسي (очистка границ) أو (ochistka granits)، والذي يعني حرفياً «تطهير الحدود»، في المستندات السوفييتية العائدة لبدايات ثلاثينيات القرن العشرين، وذلك للدلالة على إعادة التوطين القسرية للبولنديين من المنطقة الحدودية التي تمتد على مسافة 22 كيلومتر في جمهوريتي أوكرانيا وبيلاروس الاشتراكيتين السوفييتيتين.
وأُعيدت العملية السابقة على نطاق أكبر بين العامي 1939 و1941، شاملة العديد من المجموعات الأخرى التي شكّ الاتحاد السوفييتي بخيانتها له، ومن جهة أخرى اتّبعت ألمانيا النازية أثناء الهولوكوست سياسةً تضمن جعل أوروبا «مُطهَّرة من اليهود»، أو ما سُمّي بـ«يودناين».
ظهر مصطلح التطهير العرقي بهيئته المكتملة لأول مرة في اللغة الرومانية (purificare etnică)، في مخاطبة نائب رئيس الوزراء ميهاي أنتونيسكو لأعضاء مجلس الوزراء في تموز/يوليو عام 1941، في قوله: «لا أدري متى سيحصل الرومانيون على فرصة كهذه للتطهير العرقي».
وفي ثمانينيات القرن العشرين استخدم السوفيتيون المصطلح ذاته لوصف العنف القائم بين الأعراق في مرتفعات قرة باغ، وفي الفترة ذاتها تقريباً، تداولته وسائل الإعلام اليوغوسلافية بوصف ما زعمت كونه حبكة ألبانيّة وطنيّة لإجبار جميع الصربيين على مغادرة كوسوفو.
ومن ثم زاد الإعلام الغربي من شعبية هذا المصطلح كثيراً أثناء حرب البوسنة (بين عامي 1992 و1995)، ويعود الذكر المُسجّل الأول له فيه إلى مقالة في صحيفة نيويورك تايمز في الخامس عشر من أبريل/نيسان عام 1992، وذلك ضمن اقتباس لدبلوماسي غربي مجهول.

## تعاريف
اعتمد التقرير النهائي للجنة الخبراء المُنشأة وفقاً لقرار مجلس الأمن ذي الرقم 780 تعريف التطهير العرقي على أنه «سياسة هادفة تصمّمها مجموعة عرقية أو دينية واحدة لإزالة السكان المدنيين التابعين لجماعات عرقية أو دينية أخرى من مناطق جغرافية محددة، وذلك بأساليب عنيفة وباعثة للرعب.» 
كما أشارت في تقريرها السابق المؤقت الأول: «أوردت تقارير عديدة وصفت السياسة والممارسات المُتّبعة من قِبل يوغوسلافيا السابقة اقتراف التطهير العرقي من خلال القتل، والتعذيب، والاعتقال والاحتجاز التعسفيين، والإعدامات خارج نطاق القضاء، والاغتصاب والإساءات الجنسية، وحجز المدنيين في مناطق الغيتوات (المعازل)، وإزالتهم، وتهجيرهم وترحيلهم قسراً، والهجمات العسكرية المتعمَّدة على المدنيين والمناطق المدنية أو التهديد بها، والتدمير المتعمَّد للممتلكات، وتشكل هذه الممارسات جرائم بحق الإنسانية، ويمكن مماثلتها ببعض جرائم الحرب، بالإضافة إلى أن هذه الجرائم قد تُدرج تحت معنى اتفاقية الإبادة الجماعية.»
بينما يتجلّى التعريف الرسمي للأمم المتحدة للتطهير العرقي بأنه «تصيير منطقة ما متجانسة عرقياً باستخدام القوة أو الترهيب في إزالة أفراد مجموعة عرقية أو دينية أخرى منها.» 

## كجريمة بموجب القانون الدولي
لا توجد معاهدة دولية تحدد جريمة معينة للتطهير العرقي، ولكن هذه الممارسة بمعاناها العام –أي الترحيل القسري لمجموعة من السكان– تُعرّف كجريمة ضد الإنسانية بموجب قوانين كل من المحكمة الجنائية الدولية، والمحكمة الجنائية الدولية ليوغوسلافيا السابقة، وتُعامل الانتهاكات الفادحة لحقوق الإنسان المتطلبة تعريفاتٍ أشد صرامة للتطهير العرقي كجرائم منفصلة تندرج تحت القانون الدولي العام للجرائم ضد الإنسانية، وتحت مسمّى الإبادة الجماعية في حالات معيّنة.
لكن توجد بعض الحالات، كفرار وطرد الألمان بعد الحرب العالمية الثانية، التي ارتُكب فيها التطهير العرقي دون تدارك قانوني، ويناقش تيموثي في. ووترز تبعاً لذلك احتمالية تملّص حوادث مشابهة من العقاب في المستقبل.

## إبادة جماعية
تعتبر النقاشات الأكاديمية الإبادة الجماعية والتطهير العرقي من أطياف الإساءات للشعوب أو المجموعات الدينية العرقية، إذ يتشابه الثاني مع الترحيل القسري أو إعادة توطين السكّان، بينما تُعتبر الأولى قتلاً متعمّداً لمجموعة إثنية، أو عرقية، أو دينية أو شعبية معيّنة سواء جزئياً أم كلياً، وربما يتشارك كلا الفعلين الوحشيين الهدفَ ذاته والممارسات المُرتكبة لتحقيقه، إلّا أن التطهير العرقي معنيّ بتهجير الجمهرة المُستهدفة من منطقة معيّنة، بينما تُعنى الإبادة الجماعية بالقضاء عليها.
ويعتبر بعض الأكاديميون الإبادة الجماعية تصنيفاً فرعياً من التطهير العرقي القاتل، لذا يبقى هذان المصطلحان متعلّقين ببعضهما رغم اختلافهما، كما نوّه نورمان نايمارك: «ينصبّ التطهير العرقي دماً في الإبادة الجماعية، حرفياً واستعارةً، عندما تُرتكب المجازر الجماعية بهدف إخلاء الأرض من أُناس معيّنين عليها.»
وأضاف ويليام شاباس: «يُعتبر التطهير العرقي كذلك إنذاراً لحدوث إبادة جماعية، والتي تكون الملاذ الأخير لمرتكب التطهير العرقي المُحبَط.»

## التطهير العرقي الصامت
صاغ بعض مشاهدو الحروب اليوغوسلافيّة مصطلح التطهير العرقي الصامت في أواسط تسعينيات القرن العشرين، إذ وُصفت الأعمال الوحشية المُرتكبة بحق الصرب في النزاع بالـ«الصامتة» فيما يتعلق بالإعلام الغربي، لأنها لم تتلقَّ التغطية الكافية مقارنةً بالتركيز الكبير عموماً على الجرائم التي ارتكبها الصرب أنفسهم.
واعتُبرت بعض الحوادث التي جرت شمالي أيرلندا خلال النزاعات بين البروتستانت والكاثوليك تطهيراً عرقياً، بما تضمّن الأحداث التالية لنزاع الصليب المقدّس عام 2001، حين اتُّهمت القوات البروتستانتية شبه العسكرية بارتكاب تطهير عرقي بحق الكاثوليك في شمال بلفاست.

## أمثلة
جادل مناصرو التطهير العرقي بحدةٍ تفسيرات هذا الفعل والاتهامات الموجّهة ضده في الكثير من الحالات، بالإضافة إلى تفاصيل الأحداث التي وصفها خبراء أكاديميون وقانونيون بالتطهير العرقي، وهو أمر يؤدي عادةً لتعزيز روايات في غاية التفاوت للحدث المشبوه.

## انتقاد المصطلح
انتقد غريغوري ستانتون، مؤسس مراقبة الإبادة الجماعية، تفاقم المصطلح واستخدامه لأحداث يعتقد بأفضلية تسميتها إبادات جماعية؛ فنظراً لعدم امتلاك التطهير العرقي تعريفاً قانونياً، قد تتمكن وسائل الإعلام من إشاحة النظر عن الأحداث التي يجب أن تُحاكَم كإبادة اجتماعية، فبعد قبوله الواسع بسبب تأثير الإعلام، أصبح هذا المصطلح مُستخدماً قانونياً دون أن يحمل أي تداعيات قانونية حقاً، لعدم وجود تعريف له في هذا المجال.
في عام 1992، اختار مجمع اللغة الألمانية المفردة (Ethnische Säuberung) المكافئة للتطهير العرقي لتكون المفردة الألمانية غير المقبولة لذاك العام، نظراً لطبيعتها كتعبير غير مباشر لكن ليس بلائق.